# Mobius Final Fantasy
Mobius Final Fantasy (メビウスファイナルファンタジー Mebiusu Fainaru Fantajī?) es un videojuego de rol japonés para dispositivos móviles. Será lanzado en Japón durante el 2015. La fecha de lanzamiento para occidente es en agosto de 2016. El jugador controla a Wol, un hombre que despierta con amnesia en el mundo de Palamecia, y debe ayudar a conquistar las fuerzas oscuras que atacan a la gente. El juego presenta elementos de antiguos Final Fantasy, incluyendo subir de nivel, exploración y sistema de viajes rápidos, y combates por turnos basados en trabajos. El juego está optimizado para controles táctiles
El juego está siendo desarrollado con el fin de que esté a la altura de juegos de consolas. Muchas personas del equipo trabajaron en antiguas entregas de la saga, incluyendo a Yoshinori Kitase, Kazushige Nojima y Toshiyuki Itahana.

## Sistema de Juego
Mobius Final Fantasy tiene múltiples características similares a los anteriores juegos de la saga Final Fantasy. Hay un sistema de trabajos y habilidades para los personajes.

## Sinopsis
El protagonista despierta con amnesia, no pudiendo recordar nada. La tierra donde ha despertado se llama Paramatia, un lugar que ha sido infectado por alguna especie de plaga que se ha llevado la esperanza de todos sus habitantes.

## Movius Final Fantasy
El juego comenzó su desarrollo bajo del nombre de Mevius Final Fantasy, pero fue anunciado su cambio el 2 de abril de 2015 en una transmisión en vivo de Square Enix. Ambos nombres, así como el logo, fueron inspirados en la Banda de Möbius, y es por eso que cambiaron el nombre para hacer esta referencia más explícita.

## Desarrollo
El concepto detrás de Mevius era una experiencia móvil que fuera comparable a la de las consolas de mesa. La mayor parte de las personas en el equipo de desarrollo son veteranos de la saga Final Fantasy. La historia está conectada al original Final Fantasy, aunque no es un remake y no guarda conexión directa. Es considerado por el equipo como una nueva entrada a la serie, más que un simple spin-off. El tema de la historia es "guerreros de  la luz". La marca "Mevius Final Fantasy" fue registrada por Square Enix en octubre del 2014. El juego fue oficialmente anunciado en el Famitsu de diciembre de 2014. Dos días después, un sitio teaser fue abierto en japonés e inglés con un mensaje de Kitase sobre la visión del equipo de desarrollo sobre el juego.